# Linus Öberg
Nils Linus Öberg, född 18 juli 2000 i Vänersborg, Västra Götalands län, är en svensk professionell ishockeyspelare. Öberg har tidigare spelat för bland annat Trollhättans HC och för Örebro HK. Men nu spelar han för Frölunda HC i SHL.